# Dryopteris neorosthorni
Dryopteris neorosthorni là một loài thực vật có mạch trong họ Dryopteridaceae. Loài này được Ching miêu tả khoa học đầu tiên năm 1941.